# Bairros nobres na cidade de São Paulo

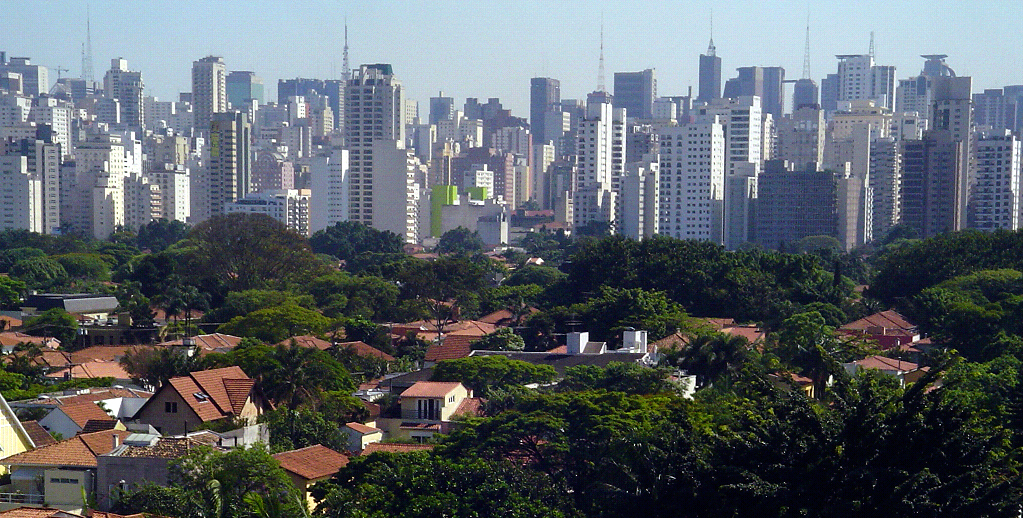
Jardins, região compreendida por quatro bairros-jardins, frequentemente associados ao estilo Old Money (Dinheiro Antigo).

O artigo intitulado "Bairros nobres da cidade de São Paulo" busca explorar a história das regiões mais valorizadas da metrópole de São Paulo, destacando seus personagens marcantes, origens e outras características distintivas como desigualdade social, planejamento urbano e desenvolvimento humano. São Paulo, sendo a cidade mais populosa do Brasil e um importante polo financeiro e cultural, oferece uma diversidade única em seus bairros nobres, cada um com suas particularidades e atrativos. Esses bairros possuem ou possuíam imóveis que até a primeira década do século XX eram chamados de "casarões" ou "palacetes" ou "palácios" pelo mercado imobiliário e atualmente são chamados de mansões (horizontais e verticais).
Os bairros nobres de São Paulo destacam-se por oferecer elevada qualidade de vida, infraestrutura completa, segurança e localização estratégica, sendo os mais valorizados do mercado imobiliário paulistano. Entre os principais estão Itaim Bibi, conhecido pela gastronomia sofisticada e proximidade a centros empresariais; Moema, que possui o melhor Índice de Desenvolvimento Humano (IDH) da cidade e ruas arborizadas; Ibirapuera, valorizado pelo parque homônimo e opções culturais; Pinheiros, famoso pela vida boêmia e diversidade de lazer; Vila Madalena, referência em cultura e vida noturna; Vila Olímpia, polo financeiro e tecnológico; e Vila Mariana, reconhecida pela oferta de lazer, cultura e ensino de excelência. Outros bairros como Morumbi e Perdizes também figuram entre os mais nobres, cada qual com características que atraem diferentes perfis de moradores, desde famílias até jovens profissionais, sempre com foco em exclusividade e conveniência.

## História
Durante o período colonial, São Paulo não possuía a relevância econômica e política que outras regiões do Brasil, como Salvador e Rio de Janeiro, detinham. A cidade era um pequeno núcleo urbano, com pouca infraestrutura e limitada importância no cenário nacional. A elite paulistana da época vivia em edifícios localizados no "Centro Velho", atual distrito da Sé, como o Palacetes Prates, que se destacavam por sua imponência e arquitetura refinada. 
No século XIX, a economia de São Paulo foi profundamente influenciada pela cultura do café. A região do Vale do Paraíba, inicialmente, e posteriormente o Oeste Paulista, tornaram-se os principais centros de produção de café do país. Essas áreas atraíram grandes investimentos e geraram significativa riqueza para os fazendeiros da região, que se tornaram uma classe poderosa e influente na política e economia do estado e do país. 
Durante a década de 1870, São Paulo enfrentava uma distribuição populacional desigual, com maior concentração na região da Sé, onde as condições urbanas e de transporte eram precárias. A necessidade de expansão urbana levou ao desenvolvimento de áreas antes inacessíveis devido a desníveis e várzeas pantanosas. Entre 1872 e 1875, sob a liderança de João Teodoro, a cidade passou por uma transformação significativa, conhecida como "segunda fundação de São Paulo", que incluiu a idealização do Viaduto do Chá em 1877 e a implementação do primeiro código sanitário em 1884, focando na melhoria das condições urbanas como drenagem e arborização, visando transformar São Paulo na "capital do café" sem alterar a base econômica de agro-exportação do país. Um símbolo da arquitetura da época temos o Casarão Marieta Teixeira de Carvalho (1878), edifício tombado pelo patrimônio histórico, ainda servindo como residência.  
Com o advento da República e a política do café com leite, os barões do café migraram do centro da cidade para bairros periféricos na época, como Bela Vista (1878), Campos Elíseos (1879), Santa Cecília (1880), Cerqueira César (1890) e Higienópolis (1895). Nos Campos Elíseos, surgiram palacetes que refletiam o luxo e a ostentação da elite cafeeira, como o Palacete Elias Chaves. Em Santa Cecília, destacavam-se residências com arquitetura eclética, enquanto Higienópolis se consolidava como um bairro nobre, atraindo famílias abastadas. 
A partir do final do século XIX e início do século XX, a cidade de São Paulo passou a receber um grande fluxo de imigrantes europeus, principalmente italianos, portugueses, sírios e libaneses, que contribuíram para a diversificação cultural e o crescimento econômico da cidade. Esse movimento impulsionou a industrialização e a urbanização, levando à criação de novos bairros planejados para abrigar a elite e a classe média ascendente.
A inauguração da Avenida Paulista em 1891 marcou um novo capítulo na história dos bairros nobres. Projetada para ser o endereço mais sofisticado da cidade, a avenida rapidamente se tornou símbolo de status, reunindo mansões de barões do café e industriais. A City of São Paulo Improvements and Freehold Land Company Limited foi criada entre 1911 e 1912 com o objetivo de lotear grandes áreas para uso residencial de bom ou alto-padrão. A companhia recorreu a consultorias e projetos de urbanistas renomados, adotando padrões urbanísticos inspirados no Garden City Movement inglês. As teorias de urbanismo e cidades-jardim, discutidas e implementadas por Ebenezer Howard, Raymond Unwin e Barry Parker na Inglaterra, foram aplicadas no desenvolvimento de loteamentos que hoje são centrais em São Paulo.
Foi introduzido em São Paulo o conceito de bairros-jardins e o primeiro bairro-jardim da América do Sul foi o Jardim América (1915), que rapidamente se tornou um modelo de urbanização. A partir de 1915-1917, esses padrões começaram a ser aplicados nos novos bairros da Companhia City em São Paulo, com destaque para o bairro do Pacaembu, idealizado desde 1912. O projeto foi delineado por Parker entre 1917 e 1919 e desenvolvido pelo engenheiro George Dodd, sendo implantado a partir de 1925. O desenvolvimento da região  dos Jardins (Jardim Paulista, Jardim América, Jardim Europa, Jardim Paulistano) seguiu o modelo de bairros-jardim europeus, com ruas arborizadas, praças e lotes amplos, consolidando-se como áreas residenciais de alto padrão. 
A retificação do Rio Pinheiros ocorreu a partir de 1928, que se estenderiam até os anos 1950. O objetivo destas obras era acabar com as inundações, canalizar as águas e direcioná-las para a Represa Billings, invertendo o sentido do rio, com a Usina Elevatória de Traição. Com isso, foram criadas condições para a instalação da Usina Hidrelétrica Henry Borden. Essa transformação do Rio Pinheiros teve um impacto significativo no desenvolvimento de bairros nobres, nas áreas de várzea, como o Jardim Paulistano. Esse conceito se espalhou para outras regiões, loteadas pela City, dando origem a bairros como City Butantã (1918), City Lapa - Alto da Lapa e Bela Aliança (1921), Alto de Pinheiros (1925), Pacaembuzinho (1941), Vila Romana (1942), Jardim Guedala (1942) e Cidade Jardim (1950). Esses bairros abrigavam mansões luxuosas, cercadas por áreas verdes e ruas arborizadas, consolidando-se como os novos redutos da elite paulistana.
Mediante o sucesso dos bairros-jardins, outras empreiteiras seguiram o modelo da Companhia City, como a Camargo Correa criando os bairros de: Interlagos, que recebeu esse nome por se localizar entre dois "lagos", as represas de Guarapiranga e Billings (1920), Jardim Europa loteado como uma continuação do Jardim América (1922), Brooklin Velho, loteado pela Sociedade Anônima Fábrica Votorantim, (1922), Ibirapuera (1922), Indianópolis (1936), Vila Nova Conceição (1936) e Vila Mascote (1940).
O arquiteto e urbanista Kazuo Nakano, pesquisador da USP, afirma que "o caminho dos endinheirados", a partir das décadas de 1930-40, seguiu para o bairro de Higienópolis, avançou para a Avenida Paulista e pela região dos Jardins e por fim cruzou o Rio Pinheiros, após sua retificação, e chegou à área do distrito Morumbi, formando os bairros de Jardim Guedala, Jardim Everest, Jardim Panorama e Jardim Leonor.
Na Zona Norte, bairros como Jardim São Bento, Jardim França, City América, Jardim São Paulo e Alto de Santana que outrora destacaram-se por suas chácaras e palacetes opulentes, como a Chácara Baruel e o Palacete Baruel, atualmente são as áreas mais valorizadas da região. Já na Zona Sul, o antigo município de Santo Amaro e bairros como Brooklin Velho, Campo Belo e Chácara Flora atraíram famílias abastadas em busca de tranquilidade e grandes áreas verdes. 
Com o avanço do século XX, a verticalização transformou o perfil dos bairros nobres. Edifícios residenciais de alto padrão passaram a dominar o cenário, especialmente em regiões como Higienópolis, Itaim Bibi, Moema e Vila Nova Conceição. A arquitetura modernista e a presença de clubes, escolas e comércio sofisticado consolidaram esses bairros como referências de luxo e qualidade de vida.  
Na Zona Leste os bairros demoraram mais a aparecer, aproximadamente na década de 1960, destacam-se Jardim Anália Franco, considerado o mais nobre da região. Outros destaques são o Tatuapé e o Jardim Avelino, que passaram por forte verticalização e valorização imobiliária, atraindo empreendimentos residenciais de alto padrão e uma população de maior poder aquisitivo. O Tatuapé, por exemplo, abriga os dois dos arranha-céus mais altos da cidade, o Platina 220, edifício de 172 metros, e o Figueira Altos do Tatuapé possui 168 metros de altura e 50 andares.
Fora do município, a região metropolitana também passou a abrigar bairros nobres, como Alphaville (Barueri e Santana de Parnaíba), Granja Viana e Tamboré, conhecidos por seus condomínios fechados, mansões horizontais e infraestrutura de alto padrão, atraindo famílias em busca de segurança e exclusividade. 

## Imóveis
Os palacetes paulistanos ou palacetes do ecletismo foram o tipo mais luxuoso de residência na São Paulo do fim do século XIX e começo do século XX. Eram mansões imponentes e suntuosas, construídas com o objetivo de simbolizar e explicitar o poder econômico dos donos da casa. A arquitetura de inspiração europeia, com jardins circundando a construção, era intencionalmente planejada para ser reconhecida e admirada como exemplo de riqueza e “civilidade”. A ideia da época era que, por meio da arquitetura, seria possível reproduzir a Europa no Brasil, numa tentativa de “miniaturizar” as construções erguidas pelos europeus.
Na maioria dos casos, porém, os palacetes eram construídos em terrenos e lotes com medidas que dificilmente ultrapassavam o limite de uma quadra. Eles eram o resultado de uma mistura de estilos, como o francês e o inglês, adaptados para melhor atender às necessidades, hábitos e costumes das famílias brasileiras. Como resultado, os palacetes passaram a deter características bastante peculiares: tinham telhados recortados, como ditava a moda europeia da época, eram bem decorados, cheios de ornamentos e peças de decoração, e tinham pés-direitos altos. A casa principal era construída no meio do lote, afastada de todos os limites do terreno.
Os palacetes se diferenciavam das demais residências da cidade não só por seu estilo de edificação, mas também por sua localização. Enquanto os cortiços, as casas populares e as chácaras ficavam em endereços precários, com ruas sem calçamento e rodeadas por terrenos vazios, os palacetes se situavam em bairros específicos e melhor estruturados de São Paulo. Entram nesta lista regiões como Santa Cecília, Campos Elíseos e a nobre Avenida Paulista. Na época, esses lugares já dispunham de serviços como rede de água, esgoto e iluminação, e eram destinados a grupos de maior poder aquisitivo. Além disso, essas regiões da cidade eram conhecidas por seus lotes amplos, que favoreciam a construção de casas do tipo palacete, já que a legislação da época exigia que as edificações respeitassem um recuo mínimo de dez metros em relação à calçada e pelo menos dois metros de recuo lateral.
O surgimento dos palacetes está diretamente relacionado às mudanças sociais, urbanísticas e tecnológicas ocorridas no Brasil e, mais especificamente, na São Paulo do fim do século XIX. Os anos 1800 foram marcados por um movimento de “re-europeização” dos centros urbanos e pela gana de copiar e absorver costumes e padrões de consumo do Velho Continente. Em meio a esse cenário, brasileiros que viajavam à Europa e imigrantes enriquecidos pelo trabalho industrial importaram e implementaram modelos de palacetes na capital paulista. Esse tipo de construção marcou a troca de materiais como a taipa e a pedra para outros materiais vistos como mais modernos na época, como tijolos e granitos.
Entre os exemplos mais emblemáticos estão o Palacete von Bülow, o Palacete Prates, o Palacete Baruel, o Palacete Helvetia, o Palacete Veridiana da Silva Prado, a Casa das Rosas e a Mansão Matarazzo. Muitos desses imóveis foram demolidos ao longo do século XX, mas alguns resistem como patrimônio histórico, museus ou espaços culturais.
De acordo com a legislação municipal, uma mansão é classificada como um prédio isolado, com projeto arquitetônico arrojado ou suntuoso, acabamento requintado, uso de madeira de lei e louças da melhor qualidade. Para ser enquadrada na categoria "F" (a mais alta do padrão construtivo), a residência deve contar com ao menos quatro suítes, quatro vagas de garagem, além de itens como quadra esportiva, depósito de cristais ou cômodo blindado. Essas casas geralmente têm mais de 700 m² de área construída. A maioria desses casarões, localizados principalmente nas zonas sul e oeste, entre os Jardins e a região do Morumbi, foi construída nos anos 1970 e 1980, com um declínio acentuado em construções desse tipo após esse período.
Em 2016, o jornal Folha de S.Paulo publicou a matéria "Mansões de São Paulo ocupam área de dois parques Ibirapuera", com um levantamento inédito feito a partir do cadastro do IPTU (Imposto sobre a Propriedade Predial e Territorial Urbana), aberto pela gestão Fernando Haddad (PT), que apontou a existência de 1.840 imóveis do tipo na cidade. Eles representam cerca de 0,1% do total paulistano, mas seus terrenos ocupam área equivalente a mais de dois parques Ibirapuera. Esse levantamento evidenciou a concentração de grandes propriedades em áreas nobres e a importância dessas residências no contexto urbano e imobiliário de São Paulo.
Entre as mansões mais emblemáticas está a Mansão Safra, frequentemente citada pela mídia como a maior residência da capital paulista, tanto em área construída quanto em valor de IPTU. Em 2024, a mansão foi amplamente divulgada na mídia nacional, sendo considerada a 11ª maior residência do mundo, maior até que o Palácio da Alvorada e a Casa Branca, segundo revistas internacionais de arquitetura como a Architeture Design e o ArchDaily.
Segundo levantamento do jornal O Estado de S. Paulo, 1% dos donos de imóveis de São Paulo concentra 45% do valor imobiliário da cidade. Quase metade desse patrimônio está em 10 dos 96 distritos paulistanos mais valorizados: Itaim Bibi, Jardim Paulista, Pinheiros, Santo Amaro, Moema, Vila Mariana, Morumbi, Consolação, Bela Vista e Vila Andrade.

## Urbanismo e tombamentos
A partir do desenvolvimento do Pacaembu há uma evolução em termos históricos e legislativos, como em mudanças na legislação de arruamentos e loteamentos (especialmente em 1913 e 1923) e no Código de Obras paulistano (a partir de 1934). A legislação de zoneamento, implementada a partir de 1931, e o debate sobre o núcleo comercial proposto no final dos anos 1940 são destacados, culminando na Lei 4792 de 1955, que regulamentou os bairros do Pacaembu e Pacaembuzinho. Este foi um momento precursor da Lei de Zoneamento de 1972, a Z1-007, que abrangeu a região e os trechos deixados sem proteção, levando ao tombamento do bairro pelo CONDEPHAAT em 1992. O bairro reconhecido por seu traçado sinuoso, grandes terrenos e intensa arborização, características que motivaram seu tombamento para preservar o padrão urbanístico e ambiental original, incluindo o Pacaembuzinho, área adjacente com perfil semelhante. O Estádio Municipal Paulo Machado de Carvalho, conhecido como Estádio do Pacaembu, localizado na Praça Charles Miller, também é tombado pelo Condephaat desde 1998 devido ao seu estilo Art déco e importância histórica para a cidade. 
Diversos bairros nobres de São Paulo contam com áreas tombadas para preservar seu patrimônio histórico, arquitetônico e cultural, sendo protegidos principalmente pelo Conselho Municipal de Preservação do Patrimônio Histórico, Cultural e Ambiental da Cidade de São Paulo (Conpresp) e, em alguns casos, também pelo Conselho de Defesa do Patrimônio Histórico, Arqueológico, Artístico e Turístico (Condephaat). 
Entre eles, destacam-se Pinheiros, onde houve o tombamento provisório de cerca de 600 imóveis e no Paraíso onde foram tombadas vilas e conjuntos arquitetônicos representativos de diferentes períodos urbanos, como as Vilas do Sol e a Vila Liscio. O tombamento busca manter a identidade, o modo de vida e a ambiência desses bairros, protegendo-os das transformações aceleradas do mercado imobiliário e garantindo a memória coletiva da cidade. Já os Jardins, especialmente o Jardim América, também foram tombados pelo Condephaat devido ao seu valor histórico como primeiro bairro brasileiro planejado no conceito de cidade-jardim, com ruas arborizadas, baixa densidade e arquitetura de época, sendo o tombamento uma resposta à pressão do mercado imobiliário e à necessidade de preservar a memória urbana paulistana.
A verticalização é apresentada como um fenômeno que transformou a paisagem urbana de São Paulo, especialmente a partir das décadas de 1960 e 1970. O processo começou no centro, com edifícios como o Martinelli (1929) e o Altino Arantes (1947), e se expandiu para bairros como Jardim Paulista, Bela Vista, Higienópolis e Jardim Paulistano. A verticalização nessas regiões, intensificou-se nos últimos anos devido a incentivos do Plano Diretor e da Lei de Zoneamento, que favoreceram a construção de edifícios residenciais e comerciais em regiões bem servidas por transporte público. Esse processo resultou em um boom de lançamentos de apartamentos compactos e studios, atraindo um novo perfil de moradores, como jovens, solteiros e investidores, e transformando a paisagem urbana dessas áreas. Por outro lado, a verticalização tem gerado conflitos com antigos moradores e movimentos de preservação, que buscam proteger a identidade, o patrimônio arquitetônico e o modo de vida local, recorrendo a processos de tombamento para impedir demolições e novas construções que descaracterizem os bairros.
A gentrificação é tratada como um processo de transformação de bairros originalmente de classe média ou operária em áreas valorizadas e de alto padrão, com a chegada de novos moradores e investimentos. Exemplos citados incluem: Brooklin Novo, Itaim Bibi, Vila Olímpia, Pinheiros, Pompeia, Tatuapé, Mooca, Santana, Barra Funda, Água Branca, Lapa, Vila Leopoldina e Santo Amaro. Essas localidades têm recebido investimentos em transporte e serviços públicos, ajudando a reduzir a concentração nas áreas centrais e promovendo o desenvolvimento econômico local.

## Desigualdade Social
São Paulo, uma das maiores metrópoles do mundo, é marcada por uma impressionante diversidade de distritos que abrigam bairros considerados nobres. Estes bairros destacam-se por sua alta qualidade de vida, infraestrutura desenvolvida e um Índice de Desenvolvimento Humano (IDH) frequentemente comparável ao de países desenvolvidos. No entanto, a cidade também é palco de alguns dos contrastes sociais mais acentuados do Brasil, evidenciados de maneira clara em bairros como Panamby, Jardim Panorama, Vila Andrade, Vila Sônia, Tremembé e Real Parque. 
O Índice de Gini do município, atualmente em torno de 0,62, ilustra a elevada desigualdade na distribuição de renda entre a população paulistana. Esse índice coloca São Paulo entre as cidades mais desiguais do país, refletindo a coexistência de áreas de extrema riqueza e regiões de grande vulnerabilidade social.  
Bairros como Panamby e Jardim Panorama são exemplos de áreas com altíssima concentração de renda, abrigando condomínios de luxo, infraestrutura de ponta e moradores de alto poder aquisitivo. No entanto, esses bairros estão frequentemente situados ao lado de regiões carentes, criando um contraste urbano visível. O distrito de Vila Andrade, por exemplo, reúne tanto áreas residenciais de alto padrão quanto bolsões de vulnerabilidade social, gerando disparidades econômicas significativas dentro do mesmo território.  
O fenômeno se repete em Vila Sônia e Tremembé, onde coexistem setores valorizados, com imóveis de alto padrão e infraestrutura completa, e áreas que ainda enfrentam carência de serviços básicos e precariedade urbana. Essa realidade reflete o cotidiano de muitos moradores que, apesar de viverem próximos a bairros nobres, enfrentam dificuldades diárias relacionadas à moradia, transporte, saúde e educação.
O Real Parque, bairro do distrito do Morumbi, é emblemático por apresentar uma das maiores disparidades dentro de um mesmo bairro. Enquanto parte do Real Parque abriga condomínios de luxo com vista privilegiada para o rio Pinheiros, outra parte é composta por comunidades com altos índices de vulnerabilidade social e infraestrutura precária, como ocorre também nas proximidades da Paraisópolis, a segunda maior favela do município. 
Esses contrastes são evidenciados pelo Atlas do Trabalho e Desenvolvimento de São Paulo, ferramenta eletrônica que compila mais de duzentos indicadores socioeconômicos. Esse Atlas também mostra que bairros nobres, como: Moema, Jardim Paulista, Perdizes, Jardim Marajoara, Pinheiros e Itaim Bibi, destacam-se por apresentar os mais altos Índices de Desenvolvimento Humano (IDH) da cidade, chegando a 0,972 em Moema, valor superior ao de países líderes em qualidade de vida como a Noruega (0,965). Esses bairros oferecem infraestrutura completa, segurança, áreas verdes, comércio diversificado e acesso facilitado a serviços essenciais, refletindo altos padrões de renda, escolaridade e expectativa de vida.

## Centralidades socioeconômicas
No início do século XX, o Centro Histórico de São Paulo (núcleo original da cidade), figurou como distrito financeiro da cidade, passando para a região do Centro Novo (distrito da República), onde está localizado o Edifício Copan. A partir dos anos 1970, devido a degradação urbana do centro paulistano, muitas empresas migraram para outras áreas, sendo a principal delas a Avenida Paulista. Transformada de área residencial da elite cafeeira para um polo de negócios, ostenta até os dias atuais diversos aparelhos culturais relevantes, com instituições como o MASP.
Nas últimas duas décadas do século XX, este processo tem levado tal centralidade principalmente para outras regiões, sendo formado um corredor empresarial que inclui as avenidas Berrini, das Nações Unidas (Marginal Pinheiros), Faria Lima e Juscelino Kubitschek. Os bairros adjacentes, como Pinheiros, Itaim Bibi, Vila Olímpia, Brooklin Novo e, por último Chácara Santo Antônio, também se beneficiaram do desenvolvimento do corredor empresarial, apresentando torres empresariais modernas, bancos, startups e grandes corporações, além de impulsionar a valorização imobiliária destes.

Por outro lado, as centralidades periféricas, como os distritos de Santana, Lapa, Barra Funda, Mooca e Tatuapé, desempenham um papel crucial na descentralização das atividades econômicas. Essas regiões, que se desenvolveram fora do eixo principal, tornaram-se centralidades socioeconômicas regionais, funcionando ainda como polo de comércio, gastronomia, serviços e lazer para outras localidades fora do eixo de desenvolvimento principal do município.

## Classificação
Bairros nobres vão além do valor do metro quadrado: eles reúnem localização estratégica, infraestrutura completa, segurança reforçada, imóveis de alto padrão, áreas verdes, acesso a bons serviços, baixa densidade populacional e prestígio histórico. Alguns são tradicionais, como os Jardins, enquanto outros vêm se valorizando rapidamente, como Brooklin Novo e Vila Olímpia.  
O Conselho Regional de Corretores de Imóveis (CRECI-SP) - 2ª Região estabelece as "Zonas de Valor" para a determinação dos valores médios de venda dos imóveis.
Os imóveis são agrupados segundo sua idade de construção, suas características construtivas e sua similaridade de preço no mercado. Essa similaridade despreza a localização geográfica e privilegia o agrupamento dos imóveis em bairros de cinco “Zonas de Valor”, com preços homogêneos. 
As Zonas "A" e "B" representam os bairros nobres. Segundo o mesmo conselho os imóveis verticais considerados de luxo, são unidades de um a dois apartamentos por andar, tábuas corridas no piso, mármore nacional, armários de madeira de lei, cozinha projetada, papel de parede ou pintura acrílica, boxe de vidro temperado, dentre outros.
Alguns bairros receberam repercussão nacional por estarem representados no tabuleiro do famoso jogo Monopoly, conhecido no Brasil como Banco Imobiliário. É o jogo de tabuleiro de maior sucesso no país em todos os tempos. Em todas as suas edições já foram citados os bairros de: Jardim Paulista, Pacaembu, Jardim América, Brooklin, Higienópolis, Interlagos, Jardim Europa, Morumbi e Campos Elíseos.

#### Mercado imobiliário
O mercado imobiliário dos bairros nobres segue aquecido, com valores de metro quadrado entre os mais altos do Brasil. Em maio de 2025, em um estudo inédito produzido pelo DataZAP, fonte de inteligência imobiliária do Grupo OLX, a cidade concentrava cinco dos dez bairros mais valorizados do Brasil, segundo levantamento recente do mercado imobiliário, destacando a força econômica e a valorização imobiliária da cidade em comparação com outras capitais do país, são eles: Vila Nova Conceição (R$ 25.939/m²), Cidade Jardim (R$ 25.270/m²), Jardim Paulistano (R$ 22.651/m²), Ibirapuera (R$ 21.428/m²) e Vila Olímpia (R$ 18.868/m²).
Segundo levantamento recente, a Rua Professor Artur Ramos, no Jardim Paulistano, é a mais cara da cidade, com o metro quadrado ultrapassando R$ 35 mil em 2024. Outros endereços de destaque incluem a Rua Honduras e a Rua Inglaterra, nos Jardins, e a Rua Franz Schubert, na Vila Nova Conceição. Entre os bairros, Vila Nova Conceição, Jardim Europa, Jardim América, Itaim Bibi, Moema e Jardim Paulistano lideram o ranking dos mais caros para compra de imóveis residenciais, com valores médios de R$ 20 mil a R$ 35 mil por metro quadrado. As maiores mansões da cidade, como a da família Safra no Morumbi, continuam a chamar atenção pela grandiosidade e valor, figurando entre as maiores residências do mundo. Já as coberturas de luxo, especialmente em bairros como Itaim Bibi, Vila Nova Conceição e Jardim Europa, atingem valores recordes, com unidades à venda por mais de R$ 70 milhões.

### Influência da altitude
Desde a fundação de São Paulo, as áreas de maior altitude sempre foram mais valorizadas, uma tendência que persiste até hoje com a localização de vários bairros nobres nessas regiões elevadas. A primeira delas foi a região da aldeia Inhapuambuçu, no Centro Histórico, escolhida pelos fundadores por estar em um ponto alto e seco, menos sujeito a inundações e doenças. A preferência por áreas mais altas não é apenas uma questão de status, mas também de qualidade de vida, pois essas regiões tendem a oferecer melhores condições climáticas, menor poluição e vistas privilegiadas da cidade.  
O Espigão da Paulista é um dos exemplos mais emblemáticos dessa valorização. Situado a cerca de 900 metros de altitude, abriga alguns dos bairros mais prestigiados e caros de São Paulo, como Aclimação, Paraíso, Morro dos Ingleses, Higienópolis, Bela Vista, Jardim Paulista, Cerqueira César, Pacaembu, Perdizes, Sumaré, Sumarezinho e Vila Madalena. A proximidade com a Avenida Paulista, um dos principais centros financeiros e culturais da cidade, reforça ainda mais o prestígio dessas áreas. 
Na Zona Norte, as colinas de Santana concentram bairros como Jardim São Paulo, Jardim São Bento, Jardim França, Água Fria, Santana e Alto de Santana. O Jardim Anália Franco, por exemplo, está situado em uma das regiões mais altas da Zona Leste, com altitudes que podem superar 750 metros, proporcionando vistas privilegiadas e clima mais ameno em relação a áreas mais baixas da região. Já na Zona Oeste, as colinas de Pinheiros, Perdizes, Lapa e Morumbi abrigam bairros como Alto de Pinheiros, Perdizes, Alto da Lapa e Morumbi, que também se destacam pelo alto padrão de moradia e qualidade de vida. Na Zona Sul temos o Alto da Boa Vista. 

A Serra da Cantareira, com suas vastas áreas verdes e reservas naturais, apresenta bairros nobres em seu sopé, e no município de Mairiporã existem condomínios fechados de alto padrão, aproveitando o clima ameno e a paisagem privilegiada proporcionados pela altitude. 

## Atualidade
No século XXI, os bairros nobres de São Paulo continuam a desempenhar papel central na dinâmica urbana, econômica e social da cidade. Muitas propriedades históricas, como casarões e palacetes, têm sido preservadas e tombadas por órgãos como o CONDEPHAAT e o CONPRESP, em um esforço para proteger o patrimônio arquitetônico e cultural paulistano. Exemplos emblemáticos incluem a Casa das Rosas, o Palacete Baruel e o Palacete Veridiana da Silva Prado, que hoje abrigam museus, centros culturais ou permanecem como residências de alto padrão.   
Os clubes de elite continuam a ser pontos centrais na vida social dos bairros nobres. O Esporte Clube Pinheiros, A Hebraica, Club Athletico Paulistano e a Sociedade Harmonia de Tênis, nos Jardins, e o Clube Paineiras do Morumby, no Morumbi são exemplos de instituições que reforçam o status, a exclusividade e a coesão social dessas regiões. Esses clubes oferecem lazer, esportes, eventos culturais e networking, além de contribuírem para a valorização imobiliária dos bairros onde estão situados.   
O fenômeno das ilhas de calor é um desafio crescente em São Paulo. Bairros densamente urbanizados, como Tucuruvi, Mooca, Freguesia do Ó e Jabaquara, sofrem com temperaturas até 4°C mais altas que áreas periféricas, devido à escassez de áreas verdes e alta densidade construtiva. Em contraste, bairros-jardins como Alto de Pinheiros e Jardim Europa demonstram como a vegetação abundante pode mitigar esse efeito, criando microclimas mais amenos e saudáveis. A expansão de áreas verdes e a preservação de bairros-jardins são essenciais para combater as ilhas de calor, melhorar a qualidade do ar e promover um ambiente urbano mais sustentável.
A nova Lei de Zoneamento de São Paulo, aprovada recentemente, está redesenhando a paisagem urbana, inclusive nos bairros nobres. Agora, prédios em áreas de preservação ambiental podem chegar a 60 metros de altura, promovendo uma densificação vertical mesmo em regiões tradicionalmente horizontais. As chamadas Zonas Eixo de Estruturação da Transformação Urbana (ZEU) concentram o desenvolvimento em áreas com boa oferta de transporte público, buscando um crescimento mais sustentável e integrado. Essas mudanças podem transformar a dinâmica social e a segregação espacial, historicamente reforçadas pelo zoneamento restritivo dos bairros de elite. Espera-se maior integração entre diferentes segmentos sociais e melhor aproveitamento da infraestrutura urbana.
A paisagem dos bairros nobres paulistanos vem sendo redefinida por megaempreendimentos que integram residências de luxo, escritórios, hotéis, shoppings e áreas de lazer. Projetos como o Cidade Matarazzo, Parque Global, Faena São Paulo, Eden Park by Dror, Alto das Nações e Parque Cidade Jardim exemplificam essa tendência, criando microcosmos urbanos autossuficientes e elevando o padrão de sofisticação e modernidade. Além disso, a região metropolitana assiste ao florescimento de enclaves de altíssimo padrão, como Fazenda Boa Vista, em Porto Feliz, conhecida como a "cidade dos bilionários", que atrai personalidades nacionais e internacionais.

#### Desafios e tendências
Apesar do luxo e da modernidade, os bairros nobres enfrentam desafios como o aumento do custo de vida, a pressão por verticalização, a necessidade de preservação do patrimônio histórico e a busca por maior sustentabilidade ambiental. A convivência entre áreas de altíssimo padrão e bolsões de vulnerabilidade social, como ocorre no Morumbi e Vila Andrade, evidencia a complexidade e os contrastes da metrópole.     O futuro dos bairros nobres paulistanos aponta para uma integração maior entre tradição e inovação, com investimentos em infraestrutura verde, mobilidade sustentável, preservação cultural e inclusão social. No século XXI, algumas dessas propriedades históricas têm sido preservadas e tombadas, como forma de proteger o patrimônio arquitetônico e cultural da cidade de São Paulo.  